# Alconeura albavulta
Alconeura albavulta är en insektsart som beskrevs av Delong och Ruppel 1952. Alconeura albavulta ingår i släktet Alconeura och familjen dvärgstritar. Inga underarter finns listade i Catalogue of Life.